# 싸이언 아트터치
싸이언 아트터치(CYON Art Touch)는 LG전자가 2011년 2월에 출시한 휴대 전화이다.